# Himle
Himle es una localidad situada en el municipio de Varberg, condado de Halland, Suecia, con 278 habitantes en 2010.